# László Pető
László Pető (ur. 2 listopada 1948 w Debreczynie) – węgierski szermierz, brązowy medalista mistrzostw świata.
Podczas mistrzostw świata w Clermont-Ferrand w 1981 roku Węgrzy w składzie: Ernő Kolczonay, Balázs Dénes, Zoltán Székely i László Pető zdobyli brązowy medal w zawodach drużynowych. Był to jedyny medal wywalczony przez Pethő w zawodach tego cyklu.
Wystartował na igrzyskach olimpijskich w Moskwie w 1980 roku, zajmując trzynaste miejsce w szpadzie indywidualnej, a drużynowo był ósmy. 